# Eisenhower Executive Office Building
| Eisenhower Executive Office Building från 17th Street och flygbild i västlig riktning mot Potomacfloden och Arlington County i Virginia. |  | Eisenhower Executive Office Building från 17th Street och flygbild i västlig riktning mot Potomacfloden och Arlington County i Virginia. |
| Eisenhower Executive Office Building från 17th Street och flygbild i västlig riktning mot Potomacfloden och Arlington County i Virginia. |  | |

Eisenhower Executive Office Building är en byggnad omedelbart väster om Vita huset i USA:s huvudstad Washington, D.C. som ägs av USA:s federala statsmakt och som innehåller ytterligare kontorsyta för de delar av presidentkansliet som inte inryms i Vita husets västra flygel. 
Byggnaden förvaltas genom General Services Administration (GSA) och hette ursprungligen State, War, and Navy Building, därefter Old Executive Office Building innan den 1999 namngavs postumt efter Dwight Eisenhower.

## Bakgrund

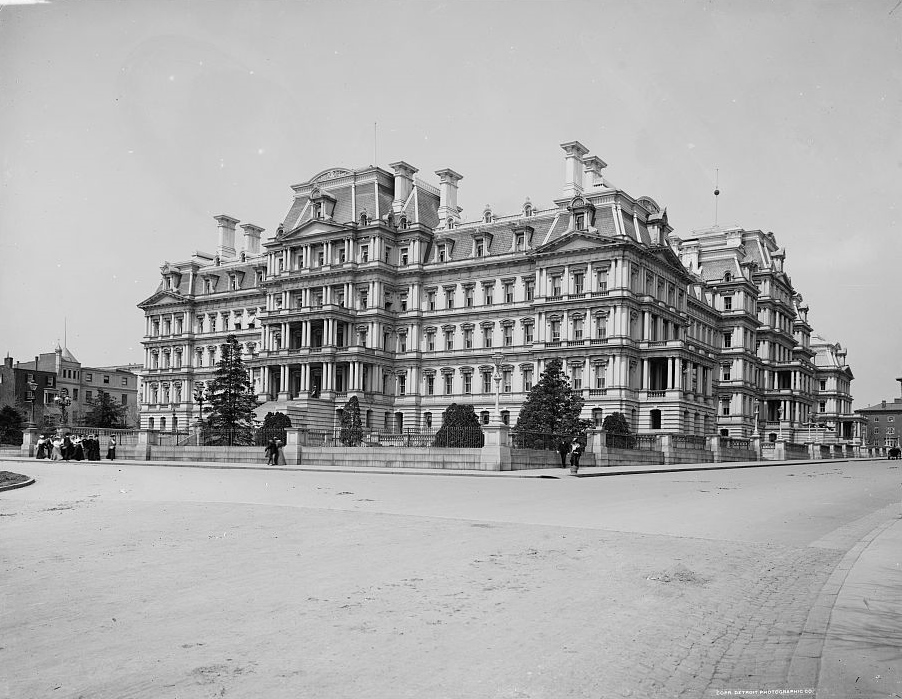
Foto av State, War and Navy Building som den då hette från 1902.

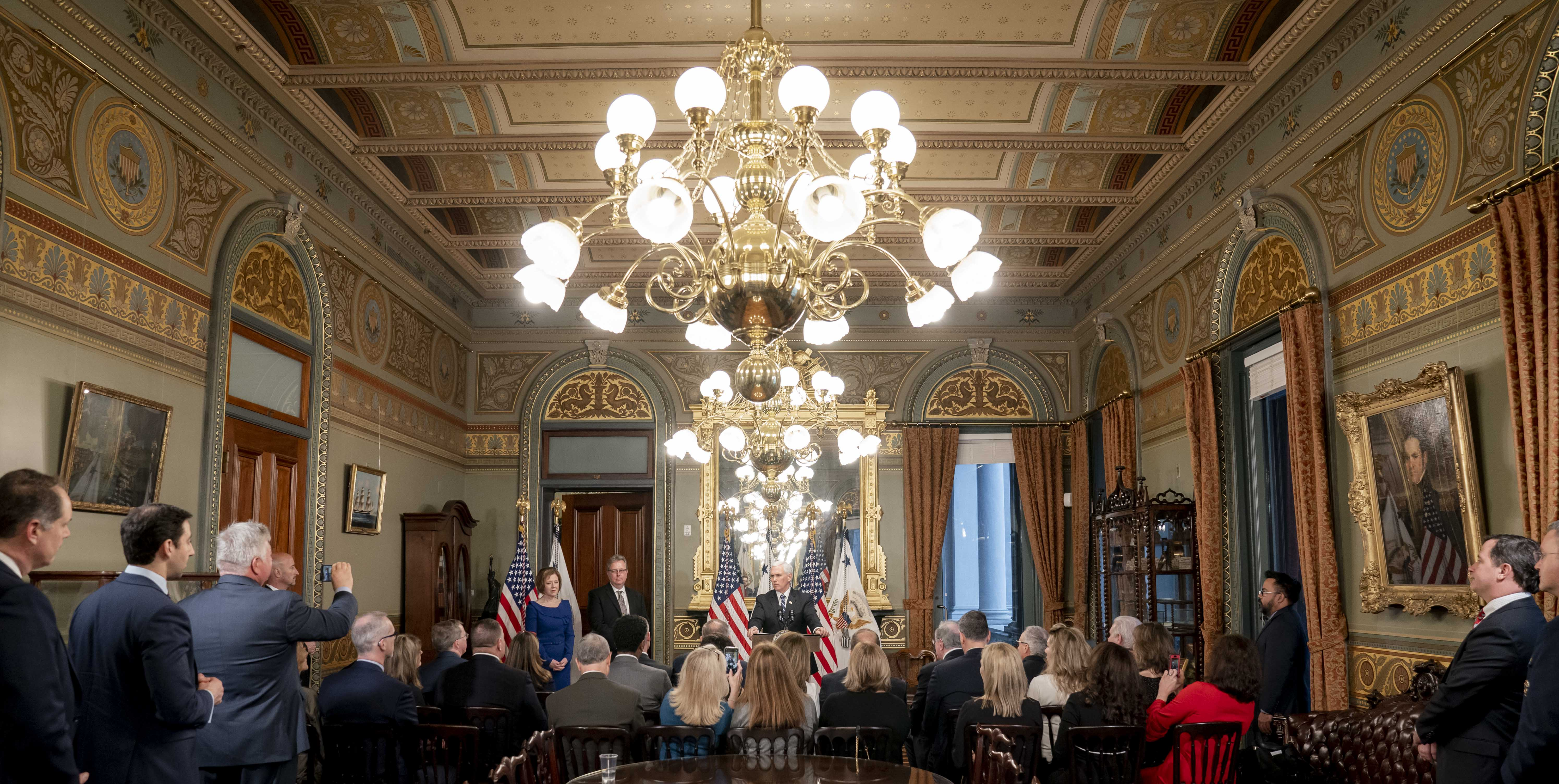
Dåvarande vicepresident Mike Pence i vicepresidentens ceremoniella kontor under en insvärningsceremoni i februari 2020.

Byggnaden uppfördes mellan åren 1871 och 1888 i empirstil och byggdes på platsen för Vita husets stall och en tidigare byggnad som var säte för utrikes-, krigs- och marindepartementen (varav namnet State, War and Navy Building). När den byggdes var den den största kontorsbyggnaden i Washington, D.C. med 566 rum och en golvyta på 40 000 kvadratmeter och fram till 1930-talet inhyste den kontoren för krigsministern och marinministern. Utrikesministerns kontor fanns i byggnaden fram till mitten av 1940-talet då utrikesdepartementet flyttade till byggnaden som numera heter Harry S Truman Building och som ursprungligen byggdes för arméns högkvarter, men som var otillräcklig för dess behov varför Pentagon istället byggdes 1941.
Sedan 1940-talet har byggnaden främst använts för presidentkansliets behov. President Dwight Eisenhower höll den första tv-sända presskonferensen i dess "Indian Treaty Room"  19 januari 1955. Lyndon B. Johnson var den förste i raden av USA:s vicepresidenter att ha sitt tjänsterum i byggnaden. 
1957 föreslog en rådgivande kommission att byggnaden skulle rivas och ersättas med en modern kontorsbyggnad. Den rekommendationen verkställdes aldrig och 1969 erhöll byggnaden märkning som National Historic Landmark och 1972 upptogs den i National Register of Historic Places.